# Ewald-Heinrich von Kleist-Schmenzin
Pour les articles homonymes, voir Ewald von Kleist.
Ewald-Heinrich von Kleist-Schmenzin (né le 10 juillet 1922 à Schmenzin, Poméranie (aujourd'hui Smęcino en Pologne) et mort à Munich le 8 mars 2013 ) était un officier allemand durant la Seconde Guerre mondiale, résistant au Troisième Reich et après-guerre éditeur. Il est le dernier survivant du complot du 20 juillet 1944 contre Adolf Hitler.

## Biographie
Ewald-Heinrich von Kleist-Schmenzin sert dans la 23e division d'infanterie. Il planifie un attentat-suicide contre Adolf Hitler lors d'une présentation mais ne peut arriver à approcher Hitler.
Il participe au complot du 20 juillet 1944 contre Adolf Hitler de Claus von Stauffenberg en aidant au Bendlerblock le coup d'État. Ewald-Heinrich von Kleist a été recruté personnellement par Stauffenberg pour cet attentat dans une des salles de la Wolfsschanze, le plus spectaculaire auquel le Führer a échappé. Hitler n'a été que légèrement blessé par l'explosion. Cet échec renforce la méfiance de Hitler à l’égard du corps des officiers de la Wehrmacht, au profit de la SS.
Les principaux auteurs de l'attentat autour de Stauffenberg, le général Friedrich Olbricht, le colonel Albrecht Ritter Mertz von Quirnheim et le lieutenant en chef Werner von Haeften ont été arrêtés peu après, et exécutés. Soupçonné, Ewald Heinrich von Kleist est emprisonné au Bendlerblock à Berlin. Les preuves de son implication ne furent pas trouvées ; il fut cependant interné à Ravensbrück.
En 1962, il fonde le Wehrkunde.